# Express A2
O Express A2, também designado de Ekspress 6A, foi um satélite de comunicação geoestacionário russo construído pela NPO Prikladnoi Mekhaniki (NPO PM) em cooperação com a Alcatel Space. Ele esteve localizado na posição orbital de 103 graus de longitude leste e era de propriedade da empresa estatal Russian Satellite Communications Company (RSCC). O satélite foi baseado na plataforma MSS-2500-GSO (MSS-740) e sua vida útil estimada era de 7 anos.

## Lançamento
O satélite foi lançado com sucesso ao espaço no dia 12 de março de 2000 às 04:07 UTC, por meio de um veículo Proton-K/Blok-DM-2M a partir do Cosmódromo de Baikonur, no Cazaquistão. Após o seu lançamento e testes em órbita, foi colocado em órbita geoestacionária a 103 graus leste, de onde prestava serviços de comunicação para a Rússia. Ele tinha uma massa de lançamento de 2.500 kg.

## Capacidade e cobertura
O Express A2 era equipado com 12 transponders em banda C e 5 em banda Ku para fornecer transmissão de dados, televisão, comunicações, Internet, videoconferência e outros serviços para a Rússia.